# خوشه‌بندی فازی
خوشه‌بندی فازی (به انگلیسی: Fuzzy clustering) یک الگوریتم خوشه‌بندی جهت تقسیم داده ها به خوشه هایی بیش از یک خوشه می باشد.در این خوشه‌بندی هر داده به درجه خاصی از هر خوشه متعلق است و با توجه به درجه تعلق حضور یک داده به یک خوشه مشخص می گردد.خوشه بندی فازی سی-مینز (FCM) توسط جی سی دانز در سال ۱۹۷۳ آماده شد,و در سال ۱۹۸۱ ارتقا داده شد.
مراحل الگوریتم خوشه بندی فازی به خوشه‌بندی کی-میانگین شباهت دارد و به شرح زیر است:
- تعیین تعداد خوشه‌ها در یک مجموعه داده
- تخصیص تصادفی هر داده به خوشه مربوط به آن
- تکرار مکرر خوشه جهت پوشش همه داده‌ها در خوشه‌های نزدیک‌تر
  - محاسبه مرکز خوشه‌های هر خوشه
  - تشخیص حضور هر داده در هر خوشه